# 爱丽丝伪娘团
爱丽丝伪娘团是中国湖北省武汉市的一个伪娘cosplay团体，成立于2009年10月1日。成立之时的成员是在武汉就读的大学生，后来团体规模逐渐扩大至约200人，大部分是中南民族大学、武汉大学、武汉理工大学、武汉传媒学院、湖北广播电视大学等高等学校的学生，也有少部分从事其他职业的成员。团体分为后勤、舞蹈、化妆、摄影、声援等七个部门，其中进行表演的是舞蹈部门，由约十位核心成员组成。由于现实生活和外界评价的缘故，有部分原舞蹈部成员退出爱丽丝伪娘团，使得团体成员偶尔有变动。

## 发展历程
爱丽丝伪娘团的前身是武汉一个名为「囧客帝国」的高等学校cosplay社团，社团中既有男性成员也有女性成员。在2009年10月1日的一次上台表演中，本应该上台表演的女性成员均因故缺席，而为了这次上台表演，之前社团的团员进行了很多次排练，故社团的男性成员认为不应该取消此次表演，便男扮女装以伪娘的形式上台表演。这次表演获得不错的反响，所以他们决定以此为契机成立一个由伪娘组成的cosplay表演团体，当时有9位成员。
由于当时伪娘这一主题争议性较大，个别成员因为受到家庭的反对或者是社会的不公正评价影响而退出爱丽丝伪娘团，这使得上台表演的核心成员偶尔有变动。如有一位热爱舞蹈表演的武汉大学计算机系的成员在加入爱丽丝伪娘团后被父母得知，受到父母的反对，不得不退出爱丽丝伪娘团。
爱丽丝伪娘团后来开始招募新成员，招募对象主要是高等学校的学生。团长豪歌表示招募要求是年满18岁，热爱日本动漫等ACG文化，能够进行舞蹈表演，且在外貌上要较接近于女性，如身材较苗条。鉴于担忧成员有心理变态行为，豪歌表示团体不接受异装癖和恋丝袜者，但基于隐私权的考虑不会对成员的性取向进行干预。经过成员招募后，爱丽丝伪娘团成员数量逐渐增加，现大约有200人。

## 活动
作为表演团体，爱丽丝伪娘团通过几种不同的方式进行表演活动，包括通过拍摄cosplay的照片后上传到社交网站上，有时以写真集的形式进行贩卖；拍摄表演视频上传到Bilibili等视频网站上；作为嘉宾或参演团队出席漫展；参加选秀节目等。

## 评价

### 争议
爱丽丝伪娘团所体现的伪娘文化经常饱受争议。有心理学家指出，单纯为了表演和穿女装并没有问题，但是不排除部分可能会患有扮异性症这一心理疾病，可能会对以后的婚恋家庭造成不良影响。社会学家冯桂林表示，观看爱丽丝伪娘团表演的观众包含身心尚未发育健全的青少年，这部分群里由于人生经历较少，缺乏判断力和自制力，可能会进行盲目模仿，造成不良后果。也有人将伪娘文化定义为低俗文化。 
而针对于商业演出，中国人事科学研究院院长吴江认为爱丽丝伪娘团存在的根本问题是伪娘文化迎合了畸形的审美市场需求，使得一些高等学校男生希望通过加入伪娘团来获得商业报酬。

### 正面评价
虽然伪娘文化存在争议，但也有人表示这是当今社会创新意识的表现，是大学自由精神的体现。有人指出在京剧中，也有男旦这一男性扮演的女性角色，如戏曲表演艺术家梅兰芳便是京剧四大名旦之一。也有人倡议不应该对伪娘文化有偏见，应该客观进行评价，不能对伪娘文化进行全局否定，因为爱丽丝伪娘团并不违反相关法律，伪娘文化本身也是艺术创新的体现。
在经济上，《西安日报》评论员李亮认为爱丽丝伪娘团进行商业化可以培养学生的社会实践经验，获得的报酬也可以减轻家庭负担，同时还能促进动漫这一新兴产业的发展。
而中国共产主义青年团武汉理工大学委员会中管理学校社团的周老师表示，对于学生组办伪娘社团一事，由于高等学校社团的创立有一定的自主性，由学生自主管理而不是由学校直接管理，所以只要符合学校对于社团的要求即可。对于娱乐性社团，可以丰富大学生的课余生活，故会支持。